# Arthroleptis hematogaster
Espèce
Synonymes
- Schoutedenella hematogaster Laurent, 1954

Statut de conservation UICN

 DD  : Données insuffisantes
Arthroleptis hematogaster est une espèce d'amphibiens de la famille des Arthroleptidae.

## Répartition
Cette espèce est endémique du Congo-Kinshasa. Elle se rencontre de 2 350 à 2 400 m d'altitude dans les monts Itombwe et Kabobo au Sud-Kivu et au Shaba.

## Publication originale
- Laurent, 1954 : Remarques sur le genre Schoutedenella. Annales du Musée Royal du Congo Belge. Nouvelle Série in-quarto. Sciences Zoologiques, vol. 1, p. 34-40.